# St. Lawrence Hall
Pour les articles homonymes, voir St. Lawrence.
St. Lawrence Hall est un lieu historique national situé dans le quartier St. Lawrence (en) de Toronto, adjacent au St. Lawrence Market. Le bâtiment est érigé en 1850-1851 pour la ville de Toronto à la suite du grand incendie de 1849 (en), conçu par William Thomas dans le style néo-Renaissance. Il est l’un des plus anciens lieux de réunion publics de Toronto, construit dans ce qui était alors le centre de Toronto.  
St. Lawrence Hall est restauré par la ville en 1967 à l'occasion du centenaire du Canada. Il est désigné lieu historique national la même année, car il a été le principal centre social et culturel de Toronto pendant de nombreuses années, se classe parmi les plus beaux édifices publics canadiens du XIXe siècle et était un lieu de rassemblement du mouvement abolitionniste en Amérique du Nord britannique,.